# Jacob van Eyck

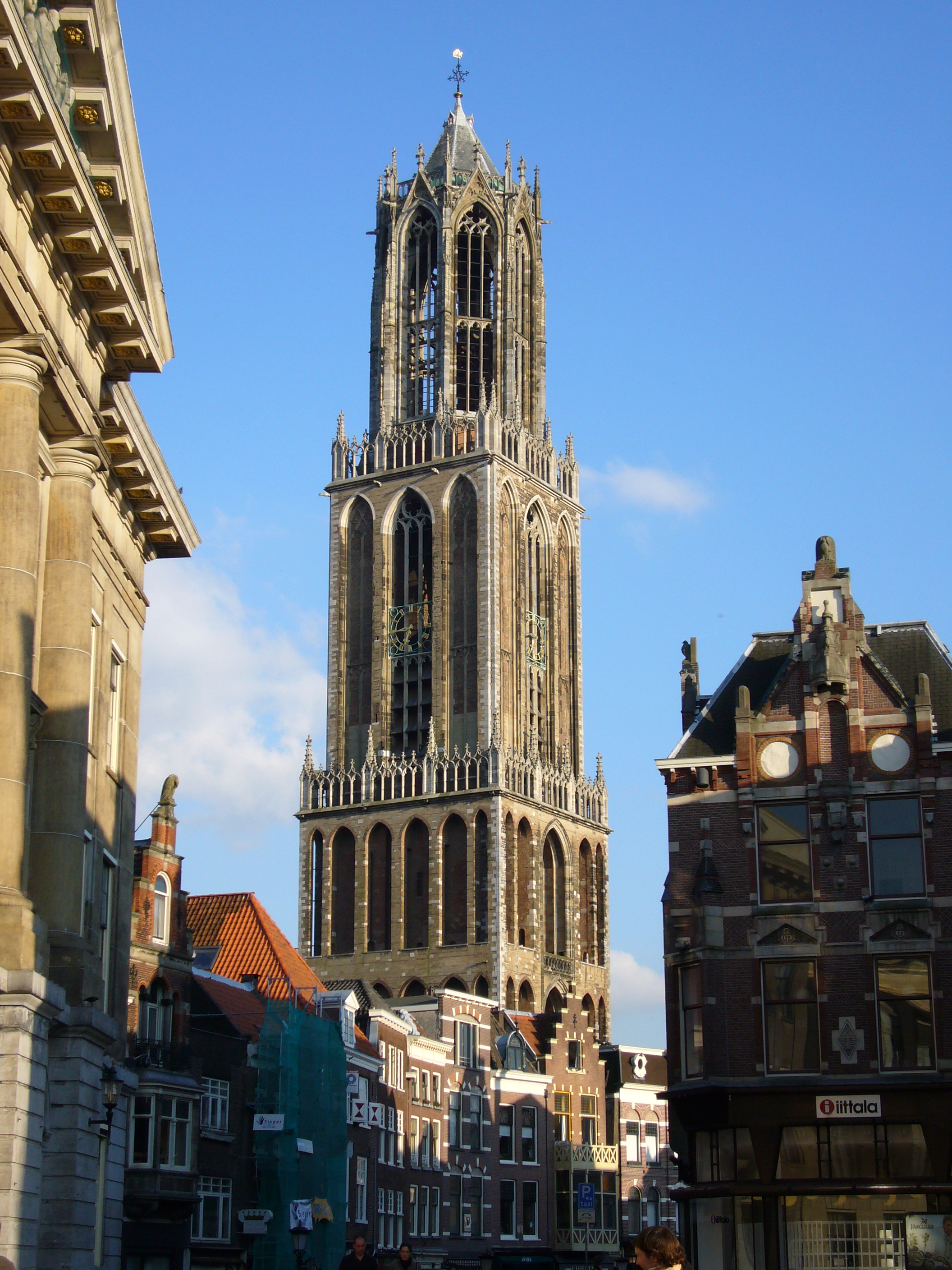
La torre restant, 'De Domtoren', de la Catedral anterior de Utrecht.

Jonkheer Jacob van Eyck (ca. 1590 – 26 de març de 1657) fou un músic holandès d'origen noble. Fou un dels músics més populars dels Països baixos durant el segle xvii i va exercir de carillonista, organista, flautista virtuós, i compositor.
Era considerat un expert en l'art de fer sonar les campanes i se li reconeixia una gran habilitat pel que fa a l'afinació. Van Eyck és considerat un personatge clau en el desenvolupament del carilló modern juntament amb els germans Hemony que el 1644 van crear el primer carilló afinat.

## Vida
Van Eyck va néixer cec fill d'una família noble a la petita ciutat de Heusden. El 1625 va deixar la llar familiar per esdevenir carillonista de la Catedral d'Utrecht. El 1628 esdevingué director dels Carillons d'Utrecht.
René Descartes, Isaac Beeckman i altres científics van elogiar els seus coneixements d'acústica i d'afinació de campanes i fou mestre de diversos carillonistes.

## Composicions
Jacob van Eyck va compondre Der Fluyten Lust-hof (el Jardí de les Delícies de la flauta). Les diverses edicions d'aquesta obra van veure la llum els anys 1644, 1646, 1649, 1654, i 1656. Der Fluyten Lust-hof és una col·lecció molt extensa d'aproximadament 140 melodies, cada una amb diverses variacions, per a flauta de bec. Els temes inclouen cançons populars, tonades de ball, música religiosa, Salms, i altres cançons molt conegudes en el seu temps. Algunes de les variacions són considerades un repte fins i tot per als intèrprets de flauta de bec més experimentats. Der Fluyten Lust-hof ha passat a la història com l'obra més extensa per a un instrument de vent solista mai escrita a Europa; és també la única obra d'aquesta magnitud que ha estat dictada i no escrita directament pel compositor.